# Abbaye de Muchelney
L'abbaye de Muchelney est une propriété d'English Heritage située dans le village de Muchelney dans les Somerset Levels, en Angleterre. Le site se compose de murs en ruines montrant la disposition des bâtiments abbatiaux construits du VIIe au XVIe siècle, ainsi que de la maison abbatiale intacte. Elle se trouve à côté de l'église paroissiale dans laquelle une partie du tissu de l'abbaye a été réutilisée.
Il comprend les vestiges et les fondations d'une abbaye bénédictine médiévale, le site d'une ancienne abbaye anglo-saxonne, et une première maison Tudor datant du XVIe siècle, autrefois le logement de l'abbé résident, qui est maintenant un bâtiment classé Grade I. Les ruines de l'abbaye sont un monument classé.
L'abbaye est fondée au VIIe ou VIIIe siècle, endommagée par les raids vikings et reconstruite et refondée au Xe siècle. Les bâtiments sont agrandis du XIIe au XVIe siècle jusqu'à sa dissolution en 1538. La plupart des bâtiments sont démolis et la pierre est utilisée dans les bâtiments locaux, bien que la maison de l'abbé subsiste. Certains carreaux et autres éléments décoratifs de l'église monastique sont réutilisés dans l'église paroissiale Saint-Pierre-et-Paul adjacente. Depuis 1927, les ruines appartiennent à l'État.

## Histoire

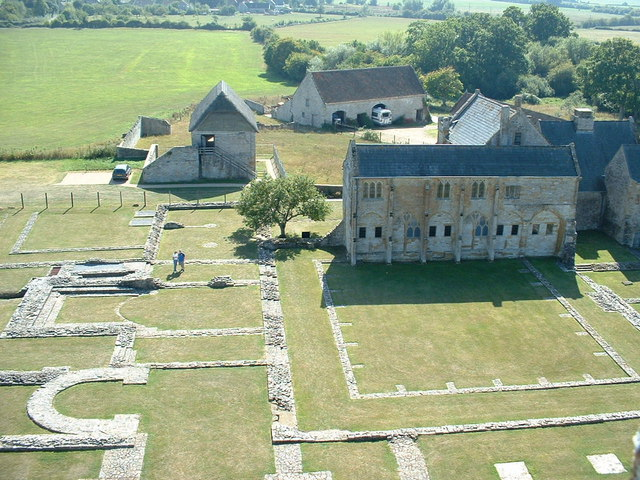
Les ruines de l'abbaye et la maison abbatiale à droite.

Le site de l'abbaye est en fait une île dans les Somerset Levels marécageux et fréquemment inondés. On pense qu'un édifice religieux a été érigé sur le site dès 693, avec une charte accordée par Cynewulf en 762 bien que les moines bénédictins n'y soient établis qu'au Xe siècle. Les raids vikings dans la région endommagent une partie de la structure de l'abbaye et nécessitent une reconstruction. Les refondateurs de l'abbaye ne sont pas tout à fait clairs ; cependant dans un document de 1535 (rédigé à la suite du Valor Ecclesiasticus), Centwine, Ine, Æthelstan et Æthelred sont revendiqués comme fondateurs  . La tradition suggère que la contribution d'Æthelstan est une pénitence pour le meurtre d'Atheling Edwin en 933 ou après la victoire à la bataille de Brunanburh en 937. La charte du roi Ine est connue pour être un faux, mais elle peut avoir un fondement réel.
Selon le Domesday Book de 1086, les bénédictins de Muchelney possèdent les îles Muchelney, Midelney et Thorney. A cette époque, en 1086, l'abbaye paie une taxe de 6 000 anguilles par an pêchées dans les rivières et marais locaux.
Une grande partie de la construction est réalisée au XIIe siècle. L'abbé s'approprie Perry Moor et ses environs et participe à leur drainage et à leur gestion. Un fragment manuscrit contenant le bede-roll de l'abbaye datant des XIIe et XIIIe siècles est conservé à la bibliothèque du St. John's College de Cambridge. Vers 1308, l'abbaye construit la maison du curé. Elle appartient désormais au National Trust et est un bâtiment classé de grade II. Une grande partie de l'abbaye est reconstruite sous les abbés William Wyke (1489-1504) et Thomas Broke (1505-1522), le financement étant assuré par la location de la ferme Demesne.
Entre le XIIIe siècle et la dissolution, cinq moines sont envoyés de Muchelney à l'Université d'Oxford pour étudier au Canterbury College ou au Gloucester College. Au XVIe siècle, l'abbaye comprend une église abbatiale, le domaine de la ferme Barton, une aumônerie, l'église paroissiale Saint-Pierre et Saint-Paul avec son presbytère et une croix datant du XVe siècle (déplacée en 1830 à proximité de l'église paroissiale). L'église monastique est construite sur le site d'une ancienne église saxonne.
Dans l'enquête sur les finances monastiques de 1535, Muchelney est enregistré comme distribuant 6 £ 13 s 4d en espèces comme aumône.
En 1538, l'abbaye avec toutes ses terres et ses possessions est cédée par les moines à Henri VIII lors de la dissolution des monastères. Les principaux bâtiments de l'abbaye sont démolis bien que certains carreaux décoratifs du sol aient été repris dans l'église voisine Saint-Pierre-et-Saint-Paul. L'ensemble de la propriété est ensuite accordé à Edward Seymour, comte de Hertford, plus tard 1er duc de Somerset. Lors de son exécution en 1552, il revient à la Couronne. La pierre de l'abbaye est utilisée dans de nombreux bâtiments locaux. En 1872, lors de la récupération des pierres, des ouvriers trouvent un couvercle de cercueil en pierre bleue sous lequel est découvert le pavement de la chapelle des dames du XIVe siècle.
En 1927, les ruines de l'abbaye sont reprises par le Bureau des Travaux, puis transmises à English Heritage. La Maison de l'Abbé est bâtiment classé Grade I en 1959.

## Architecture

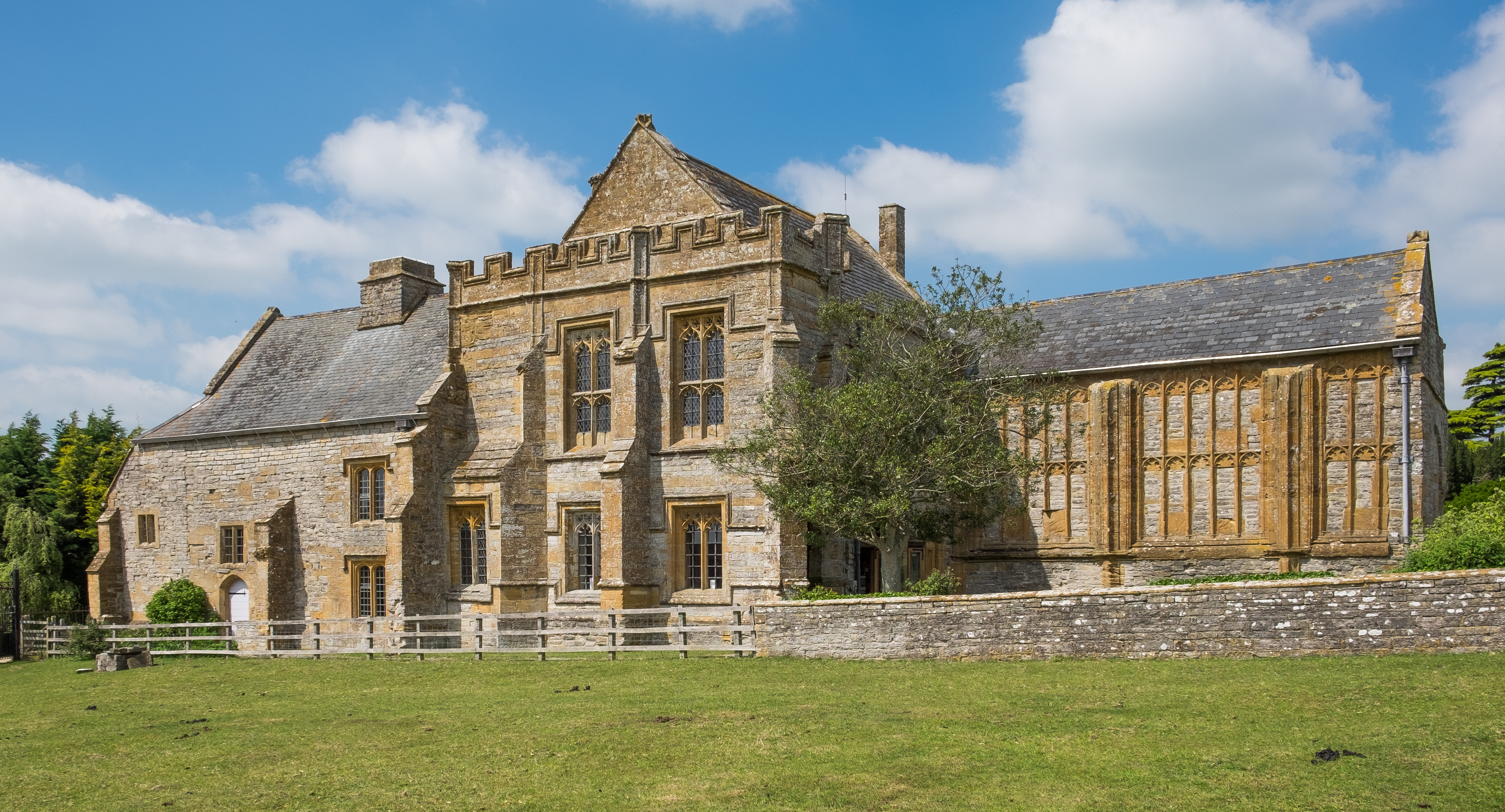
Maison de l'abbé de l'abbaye de Muchelney

L'abbaye est la deuxième plus grande du Somerset après celle de Glastonbury. L'église mesure 192 pieds de long et 52 pieds large. Du bâtiment principal, il ne reste que quelques murs de fondation. Le chemin de ronde sud du cloître et le mur nord d'un réfectoire sont d'autres éléments survivants. Le cloître sud comprend des vestiges des arcades et du plafond voûté en éventail.
La seule structure intacte est la Maison de l'Abbé avec des éléments architecturaux bien conservés, notamment des pierres extérieures et une grande chambre intérieure avec une cheminée ornée, des vitraux sculptés et un plafond en bois.
Une grange à l'ouest de l'abbaye est un monument classé.